# Arcadia myriadens
Arcadia myriadens (Warren and Black, 1985) è un anfibio estinto, appartenente ai Temnospondyli. Visse nel Triassico inferiore (Induano, circa 251 milioni di anni fa) e i suoi resti fossili sono stati ritrovati in Australia.

## Descrizione
Questo animale non raggiungeva il metro di lunghezza, e possedeva un cranio lungo quasi 20 centimetri e largo 17 centimetri. Alcune caratteristiche uniche distinguevano Arcadia da altre forme simili: il cranio era leggermente più lungo che largo, la posizione degli occhi era anteriore, l'articolazione della mandibola era insolitamente complessa e la parte anteriore del palato possedeva piccoli processi diretti in avanti.

## Classificazione
Arcadia myriadens è stato descritto per la prima volta nel 1985, sulla base di resti fossili ritrovati nella formazione Arcadia (Rewan Group) nei pressi di Duckworth Creek, nel Queensland (Australia). Arcadia è considerato un tipico rappresentante dei ritidosteidi, un gruppo di temnospondili tipici del Triassico inferiore, dal cranio triangolare. Si suppone che i suoi più stretti parenti fossero Derwentia e, in particolare, Rewana, sulla base di caratteristiche uniche della mandibola.